# Lobidiopteryx antithetica
Lobidiopteryx antithetica là một loài bướm đêm trong họ Geometridae.